# A doua împărțire a Poloniei

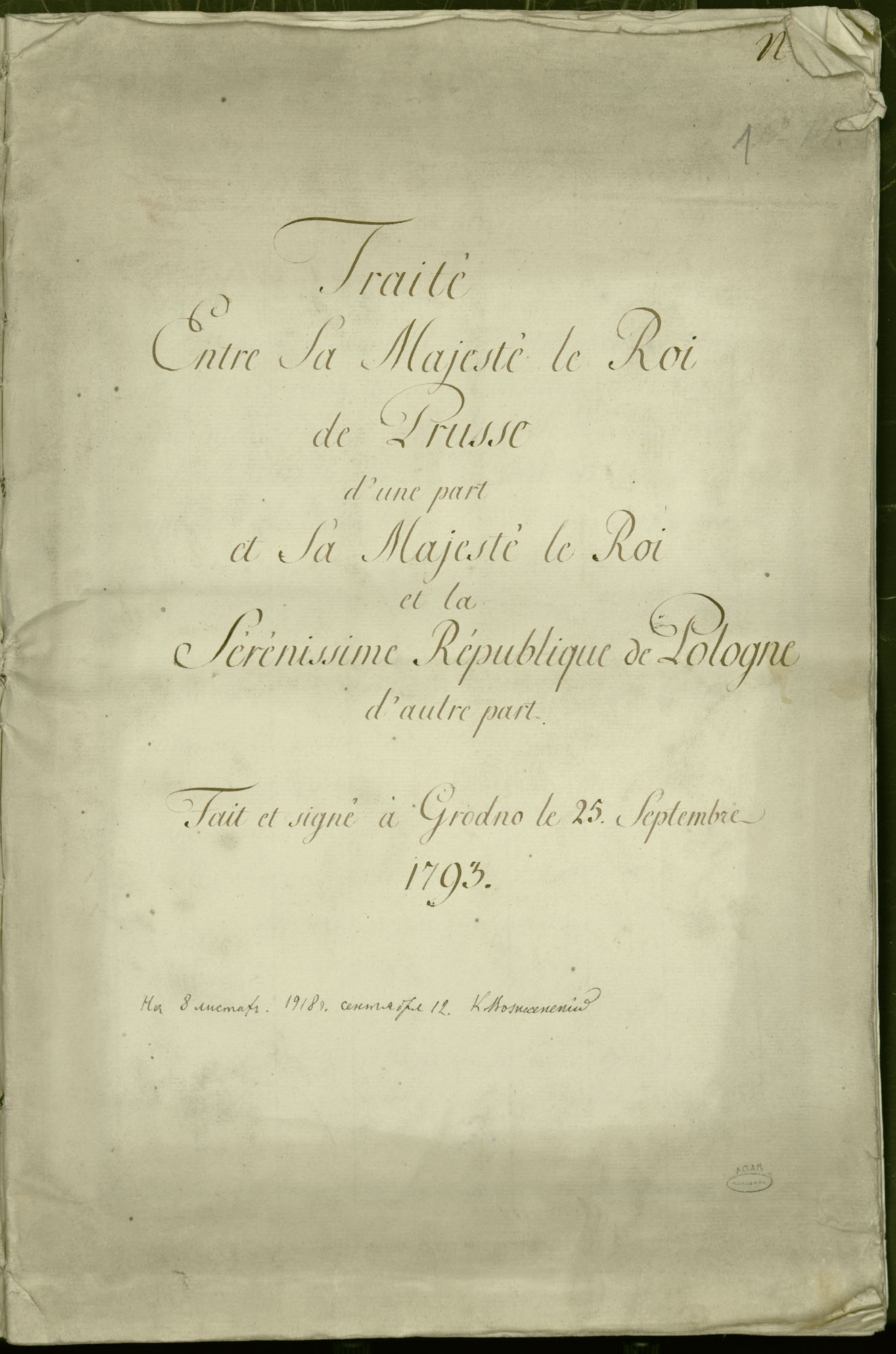
Tratatul de împărțire a Poloniei din 1793.

A doua împărțire a Poloniei a avut loc în 1793 și a fost a doua dintre trei divizări care au pus capăt existenței Uniunii Polono-Lituaniene în 1795. Această a doua împărțire a avut loc în urma Războiului de Apărare a Constituției și a Confederației de la Targowica din 1792. Împărțirea a fost hotărâtă de Imperiul Rus și de Regatul Prusiei și a fost ratificată, sub presiune, de Sejmul Poloniei în 1793, într-o efemeră încercare de a evita completa anexare a Poloniei, care avea să aibă loc prin a Treia Împărțire.

## Trecut
În 1790, pe frontul politic, Comunitatea s-a deteriorat într-un asemenea mod încât a fost forțată să intre într-o alianță nefirească, iar în cele din urmă s-a aliat cu inamicul său, Prusia. Pactul polonezo-prusac din 1790 a fost semnat, dând speranțe false Comunității care credea că în cele din urmă poate găsi un aliat care să o protejeze. Constituția din mai 1791 cu dreptul de vot al burghezilor, a stabilit separarea celor trei ramuri ale guvernului și a eliminat abuzurile Seimului. Aceste reforme au determinat acțiuni agresive din partea vecinilor săi, precauți în fața unei potențiale renașteri a Comunității. Încă o dată, Polonia a îndrăznit să facă o reformă prin care s-a îmbunătățit fără permisiunea Rusiei, și pentru încă o dată, împărăteasa Ecaterina s-a înfuriat, susținând că Polonia a căzut pradă iacobinismului, astfel, trimițând forțele ruse să invadeze Comunitatea în 1792.
În războiul Apărării Constituției, armata Imperiului Rus invitată de alianța magnaților conservatori polonezi pro-ruși (Confederația Targowica), a luptat împotriva forțelor poloneze, susținând Constituția. Nobilimea conservatoare (șleahta) era de părere că rusii ar putea ajuta la restaurarea libertății lor de aur. Abandonați de aliații prusaci, susținătorii Constituției polonezi, care erau depășiți numeric, au luptat sub prințul Józef Poniatowski într-un război de apărare aparent de succes, însă în cele din urmă au fost forțați de comandantul lor suprem, regele Stanisław August Poniatowski, să abandoneze lupta. Regele a decis să se alăture Confederației Targowica, așa cum îi solicitaseră rușii.
Rusia a invadat Polonia pentru a se asigura de înfrângerea reformelor poloneze, fără nici un scop al unei alte partiții (rușii vedeau Polonia ca pe un protector personal și vedeau necesitatea de a renunța la câteva bucăți din Polonia). Frederic Wilhelm al II-lea al Prusiei a văzut aceste evenimente ca pe o oportunitate de a-și consolida țara. Frederic i-a cerut Ecaterinei ca, pentru ca țara sa să abandoneze Polonia și pentru ca Prusia să participe în războiul Primei Coaliții împotriva Franței revoluționare, aceasta trebuia să fie recompensată, de preferat prin primirea unor părți din teritoriul polonez. Rusia a fost de acord cu oferta prusacilor.

## Împărțirea

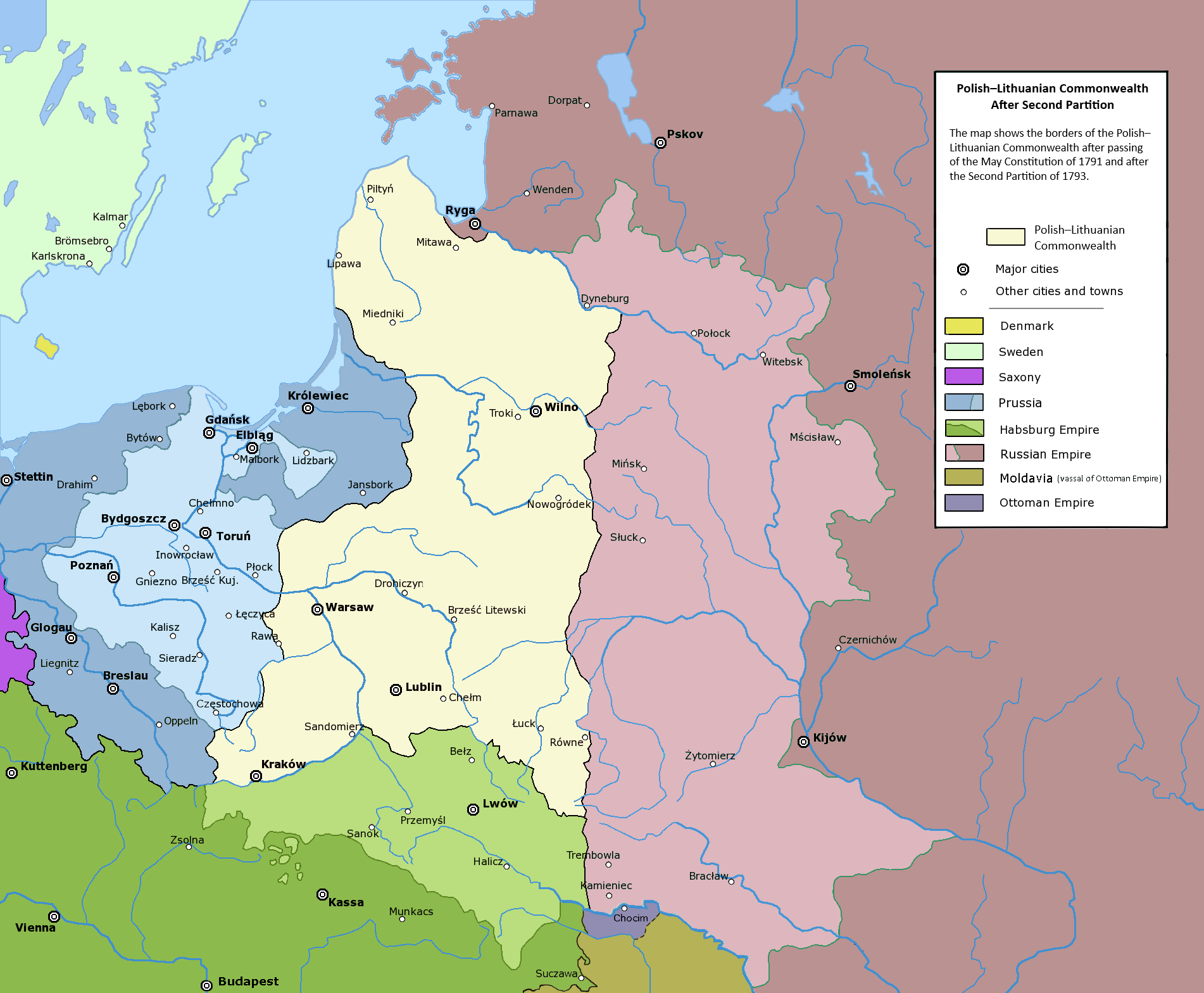
Polonia după a doua împărțire (1793).

La data de 23 ianuarie 1793, Prusia a semnat un tratat cu Rusia, prin care era de acord ca reformele poloneze să fie revocate și ca ambele țări să primească bucăți din teritoriul Comunității. Armata rușilor și prusacilor a preluat controlul teritoriilor revendicate, trupele rusești fiind deja prezente și trupele prusace întâlniseră doar o rezistență nominală. În 1793, deputații din Marele Seim (ultimul Seim al Comunității), în prezența forțelor ruse, au fost de acord cu cererile teritoriale rusești și prusace. Marele Seim a devenit infam, nu numai pentru că era ultimul Seim al Comunității  ci pentru că deputații au fost mituiți și constrânși de soldații ruși, după ce Rusia și Prusia doreau aprobarea oficială a Poloniei de a respecte cererile lor.
Rusia a preluat 250.000 km², în timp ce Prusia a preluat 58.000 km². Comunitatea a pierdut aproximativ 307.000 km², fiind redusă la 215.000 km². Comunitatea a pierdut aproximativ 307.000 km², teritoriul ei fiind redus până la 215.000 km².
Rusia a primit Voievodatul Kiev, Bracław, Podole și Minsk, precum și părți ale Voievodatului Vilnius, Nowogródek, Brest Litovsk și Volânia. Acest lucru a fost acceptat de către Marele Seim pe 22 iulie. Rusia și-a organizat teritoriile noi dobândite în viceregatul Minsk și viceregatul Izyaslav (care în 1795 a fost împărțit în viceregatele Podolie și Volânia). Aceasta a fost acceptată de Sejm la 22 iulie. Rusia a reorganizat teritoriile sale nou-dobândite în Gubernia Minsk și Gubernia Izeaslav.
Prusia a primit orașele Gdańsk (Danzig) și Toruń (Thorn) și Voievodatul Gniezno, Poznań, Sieradz, Kalisz, Płock, Brześć Kujawski, Inowrocław, Dobrzyń, cât și alte părți ale Voievodatului Cracovia, Rawa și Mazovia.
 Acest lucru a fost acceptat de Marele Seim pe 23 septembrie sau pe 25 septembrie. (data variază în surse). Prusia și-a organizat teritoriile noi dobândite în Prusia de Sud.
Comunitatea a pierdut aproximativ 5 milioane de oameni. Doar 4 milioane de oameni au rămas în ținuturile polono-lituaniene.
Ceea ce mai rămăsese din Comunitate era doar un stat tampon, cu un rege marionetă și cu garnizoanele din Rusia care stăteau cu ochii pe armata poloneză redusă.

## Consecințe
Confederații de la Targowica, care nu se așteptau la o altă împărțire, și regele Stanisław August Poniatowski, care li s-a alăturat aproape de final, au pierdut mult prestigiu și suport. Reformatorii, pe de altă parte, și-au atras mult sprijin. În martie 1794, a început Răscoala lui Kościuszko. Înfrângerea răscoalei în noiembrie al aceluiași an a dus la o a treia, și ultima, împărțire a Poloniei, care a pus capăt existenței Uniunii.

## Biografie
- Tadeusz Cegielski, Łukasz Kądziela, Rozbiory Polski 1772-1793-1795, Varșovia 1990

## Legături externe
- Resurse despre împărțirea Poloniei (1772-1918) Arhivat în 13 aprilie 2008, la Wayback Machine.